# Matawale
Matawale ist ein Verwaltungsbezirk (englisch Ward) des Distrikts Masasi (TC) in der tansanischen Region Mtwara.

## Geografie
Matawale liegt im Südosten von Tansania, südlich des Zentrums der Distrikthauptstadt Masasi. Der Bezirk grenzt im Norden an Mwenge Mtapika und Nyasa, im Nordosten an Marika, im Südosten an Nandete und im Westen an Mnanje und Sululu. Bei der Volkszählung 2022 lebten 7761 Menschen in 2410 Haushalten auf einer Fläche von 94 Quadratkilometern.

## Gliederung
Der Bezirk besteht aus sieben Gemeinden (Mtaa) mit 30 Orten (Kitongoji):
| Mpekeso - Mwinyi - Majimaji - Malechela - Kolimba - Nyerere | Tukaewote - Ngalinje - Nachingwea - Amani - Maputo | Navai - Amani - Mwambani - Maendeleo - Mkangara - Kilimanihewa | Machenje - Nyerere - Kolimba - Azimio - Umoja | Ngalinje - Ngalinje - Nachingwea - Msikitini - Kilimani | Mkaranga - Mkaranga - Kilimanihewa - Elimu | Chakama - Soweto - Tandika - Kilimani - Majimaji - Elimu |